# Telamonia trabifera
Telamonia trabifera là một loài nhện trong họ Salticidae.
Loài này thuộc chi Telamonia. Telamonia trabifera được Tord Tamerlan Teodor Thorell miêu tả năm 1881.